# Алиев, Акиф Исмаилович
Акиф Исмаилович Алиев (4 февраля 1934, Ганджа — 2 сентября 2017, Баку) — советский и азербайджанский геолог, действительный член Международной академии минеральных ресурсов, доктор геолого-минералогических наук, профессор, лауреат Государственной премии Азербайджана, лауреат премии имени Н. К. Байбакова. Автор более 260 опубликованных работ, включая 15 монографий и книг, а также 10 изобретений. Создатель серии изданных карт и атласов нефтегазоносности и тектоники бывшего СССР и Азербайджанской Республики. Соавтор и консультант первого тома Энциклопедии суверенной Азербайджанской Республики «Азербайджан».
За рубежом (в Англии, Италии, Норвегии, Испании, Чехословакии, Германии, Венгрии, странах СНГ) автор опубликовал более 87 работ, в том числе в журналах «Советская геология», «Известия Академии Наук СССР», «Геология нефти и газа» и других.
В 1988 году Алиев, совместно с другими учёными, был удостоен звания лауреата Государственной премии Азербайджанской ССР за изданную ими «Карту месторождений нефти и газа и перспективных структур Азербайджанской ССР».
Акиф Алиев активно консультировал молодых коллег в Государственной Нефтяной Компании Азербайджанской Республики, публиковал в ведущих СМИ цикл аналитических материалов, посвящённых разведанным и перспективным запасам углеводородов, уровню их добычи и потребления в XXI веке.
В 2010 году удостоен Персональной пенсии Президента Азербайджанской Республики.
В апреле 2017 года Алиеву была присуждена общественная премия имени Н. К. Байбакова «За большие достижения в решении проблем устойчивого развития Энергетики и Общества».

## Биография
Акиф Исмаил оглы Алиев родился 4 февраля 1934 года в семье юриста, в городе Гянджа.
- Окончив Азербайджанский индустриальный институт (ныне Азербайджанская государственная нефтяная академия), получил специальность горного инженера-геолога.
- С 1956 года в течение трех лет проработал на нефтяных промыслах.
- Успешно окончив аспирантуру Азербайджанского Государственного Университета, с 1962 года трудился младшим научным сотрудником Института геологии Академии Наук Азербайджана.
- С 1966 года в течение 13 лет руководил лабораторией Всесоюзного научно-исследовательского и проектного института.
- В 1979—1988 гг. — заместитель директора по научной работе, главный геолог института «Гипроморнефтегаз» по комплексному освоению нефтегазовых месторождений.
- С 1988 года работал по контракту в Индии в должности главного инженера проекта, передавая опыт специалистам дружественной страны.
- С 1992 года по 2014 год — работал в ГНКАР (Государственная Нефтяная Компания Азербайджанской Республики).
- В 1963 году — защищает кандидатскую диссертацию.
- В 1991 году — защищает докторскую диссертацию.
- В 1996 году — удостаивается звания профессора.
- В 1998 году — избирается академиком Международной Академии Минеральных Ресурсов.

## Научная деятельность и достижения
Под руководством и при непосредственном участии А. И. Алиева были разработаны:
- «Генеральная схема поисково-разведочных работ на газ в Азербайджане»,
- «Рекомендации по эффективным направлениям поисков газовых (газоконденсатных) месторождений в глубокопогруженных зонах Южно-Каспийской впадины»,
- «Прогнозная оценка ресурсов нефти и газа Каспийского моря и определение эффективных направлений поисково-разведочных работ», выполненная по заданиям 05.04.(Н11) проблемы 0.50.01 Государственного Комитета по Науке и Технике СССР (1974, 1979, 1984 годы),
- «Технико-экономическое обоснование поисково-разведочных работ на нефть и газ в акватории Северного Каспия» по заданию Министерства Газовой Промышленности СССР (1986) и др.
- В результате реализации научных разработок и составленных под руководством А. И. Алиева проектов разведки был открыт ряд крупных газовых (газоконденсатных) месторождений в Каспийском море, уровень добычи газа в Азербайджане был доведен до 14 млрд м3 в 80-х годах прошлого столетия.
- Под руководством и при непосредственном участии А. И. Алиева были подсчитаны промышленные запасы нефти и газа, составлены и реализованы проекты разработки ряда крупных месторождений Каспийского моря (Гюнешли, Сангачалы-Дуванный-море-о. Хара-Зира, Нефт Дашлары о. Пираллахи, б-ка Дарвина и др.).
- К числу важнейших разработок А. И. Алиева относится изобретение, защищённое авторским свидетельством, по поддержанию пластового давления при разработке нефтяных залежей путём создания межпластовых перетоков газа высокого давления нижних объектов в верхние, реализация которого значительно сокращает затраты на бурение значительного количества нагнетательных скважин и обустройства системы заводнения, повышает нефтеотдачу пластов и обеспечивает ускоренный темп разработки месторождения.
- В конце 60-х годов прошлого столетия в связи с истощением ресурсов нефти и газа на малых глубинах (до 4000-4500 м) не только в Азербайджане, но и в ряде старых нефтегазодобывающих районов бывшего Советского Союза и за рубежом, А. И. Алиевым выдвигается новая проблема — «Нефтегазоносность больших глубин». В этом направлении под руководством и при непосредственном участии А. И. Алиева проводятся обширные исследования по изучению ёмкостных и фильтрационных свойств коллекторов на больших глубинах, закономерностей распределения залежей углеводородных флюидов по их фазовому состоянию и ресурсов нефти и газа с глубиной, термодинамических условий и физико-химических свойств углеводородных флюидов глубокозалегающих горизонтов и т. д. В результате проведённых исследований были разработаны «Рекомендации по эффективным направлениям поисков крупных газовых (газоконденсатных) месторождений в глубокопогруженных зонах Южно-Каспийской впадины», утверждённые к внедрению Мингазпромом СССР. Сделанные А. И. Алиевым прогнозы подтвердились открытием в глубокопогруженных зонах Южно-Каспийской впадины целого ряда крупных газоконденсатных месторождений.
- Разработанный А. И. Алиевым рациональный комплекс поисков залежей нефти и газа на больших глубинах обеспечивает высокую эффективность поисково-разведочных работ на глубокозалегающие горизонты.
- А. И. Алиев принимал непосредственное участие в ряде Международных научных разработок и проектов. Так, в начале 80-х годов прошлого столетия по межправительственному соглашению между СССР и СРВ под руководством и при непосредственном участии А. И. Алиева совместно А. М. Джафаровым было составлено «Технико-экономическое обоснование разведки, разработки и обустройства перспективных структур „Белый Тигр“ и „Дракон“ вьетнамского шельфа Южно-Китайского моря», внедрением которого уровень добычи нефти в 2000 году был доведён до 15 млн тонн.
- С 1988 года, в течение трёх лет, А. И. Алиев возглавлял исследования в осадочных бассейнах Индии, оценивая потенциальные ресурсы нефти и газа. В результате была составлена новая карта перспектив нефтегазоносности Индии и на этой основе определены эффективные направления поисково-разведочных работ, что получило высокую оценку Государственной Нефтяной Компании Индии и не потеряло своего значения по настоящее время.

А. И. Алиев, регулярно выступая с научными докладами на международных конгрессах, конференциях и симпозиумах достойно представлял азербайджанскую науку за рубежом, участвовал на международных переговорах по нефтяным контрактам, выступал в качестве эксперта (США, Англия, Норвегия, Япония, Италия, Турция, Австрия, Германия, Испания, Чехословакия, Венгрия и др.).
В 1979 году он, в составе Советской делегации, был участником и выступил с докладом на Международном симпозиуме в Австрии (г. Лаксенбург) по нетрадиционным источникам энергии.
А. И. Алиев, будучи членом оргкомитета, принимал непосредственное участие в организации и проведении III (17-21 сентябрь, 2001 г.) и IV (9-14 сентябрь, 2002 г.) Международных конференций «По геодинамике и нефтегазоносности Черноморско-Каспийского региона» (Крым).
Научные достижения А. И. Алиева были высоко оценены такими выдающимися учёными как В. Е. Хаин — академик АН СССР, лауреат Государственной премии СССР, А. А. Али-заде — академик НАН Азербайджана, дважды лауреат Государственной премии СССР, Э. Ш. Шихалибейли — академик НАН Азербайджана, В. В. Семенович и В. А. Соколов — профессоры Московского Государственного Университета, Н. А. Еременко — профессор, один из корифеев нефтяной геологической науки, А. Я. Кремс — профессор, Герой Социалистического труда, А. Б. Сулейманов — профессор, трижды лауреат Государственной премии СССР, О. О. Одеков — академик АН Туркмении и др.
А. И. Алиев в течение длительного времени являлся членом «Региональной Комиссии по Кавказу и Закавказью» Научного Совета АН СССР по «Проблемам Геологии и Геохимии», секции «Геологии и разведки газовых месторождений» Техсовета Мингазпрома СССР, Учёных Советов «ВНИПИГаза» и «Гипроморнефтегаза», членом Топливно-Энергетического Совета Комитета Науки и Техники Азербайджанской Республики, сопредседателем Специализированного Учёного Совета по защите докторских диссертаций Института Геологии АН Азербайджана.
До последних дней своей жизни А. И. Алиев являлся действительным членом Международной Академии Минеральных Ресурсов и председателем Правления Азербайджанского отделения, членом Европейской Ассоциации учёных геологов и инженеров (ЕАЭЕ), членом Специализированного Учёного Совета по защите докторских диссертаций при Институте Геологии НАН Азербайджана, Центральных Комиссий по разведке, разработке и запасам нефти и газа Государственной Нефтяной Компании Азербайджанской Республики.
А. И. Алиев внёс значительный вклад в теорию и практику нефтяной геологии, обогатив её своими научными исследованиями, идеями, изобретениями и достижениями, воспитал не одно поколение молодых учёных и специалистов.